# Crèche vivante de l'abbaye de Saint-Ferme
La crèche vivante de l’abbaye de Saint-Ferme est une crèche animée par des figurants, qui se déroule dans l’abbaye de Saint-Ferme située à Saint-Ferme dans le Département français de la Gironde. 
La crèche vivante de l’abbaye de Saint-Ferme est inscrite à l’Inventaire du patrimoine culturel immatériel en France.

## Création de la crèche
Les habitants du village de Saint-Ferme souhaitant un peu plus d’animation dans leur bourg, décidèrent de créer une association liée à l’abbaye. C’est ainsi que l’une des premières animations à apparaitre fut la crèche vivante. Il fut proposé qu’elle soit jouée en occitan, ce que tout le monde approuva. Ainsi tous les ans, l’association s’attèle pendant de longues semaines à la préparation de l’évènement, avec la participation de ses membres mais aussi de bénévoles. 

## La crèche vivante
La crèche vivante a lieu chaque année début janvier, aux environs de l’Épiphanie depuis sa création au début des années 1990. Elle se déroule dans l'abbaye de Saint-Ferme.
Le texte de la scène jouée fut écrit par le curé de l’époque, le Père Rosticher et traduit en occitan, puis la mise en scène a été imaginée. Elle présente l’épisode biblique de la Nativité et comprend une soixantaine de personnages, dont bien sûr Marie, Joseph, Jésus, les bergers ou encore les Rois Mages.
La scène se déroule comme telle : les figurants de tous âges arrivent en procession jusqu’à l’autel où ils vont jouer en occitan et vêtus de costumes d’époque. Tout est animé et vivant, y compris les animaux. Le bébé est également un vrai nouveau-né. La seule touche moderne est la venue de La Poste pour annoncer la « Bonne Nouvelle ». Une chorale complète également la scène, avec ses danseurs et musiciens. 
Le spectacle est assez long, il dure une heure trente environ et attire beaucoup de spectateurs (environ 800) soit plus du double de la population résidente de Saint-Ferme (358 en 2014). 
L’évènement se poursuit par une messe en occitan et un vin d’honneur. Un repas est également organisé. 